# Chatonnay
Chatonnay war eine französische Gemeinde mit zuletzt 65 Einwohnern (Stand 1. Januar 2013) im Département Jura in der Region Bourgogne-Franche-Comté. Sie gehörte zum Arrondissement Lons-le-Saunier und zum Kanton Moirans-en-Montagne. Chatonnay ist ein Ortsteil der Gemeinde Valzin en Petite Montagne.

## Geografie
Chatonnay liegt am Fluss Valouse. Die Nachbargemeinden waren Marigna-sur-Valouse im Norden, Savigna im Osten, Arinthod im Südosten, Dramelay im Süden und La Boissière im Westen.

## Geschichte
Früher wurde Chatonnay von den Chemins de fer vicinaux du Jura, einem Netz meterspuriger Bahnen, bedient.
Am 1. Januar 2017 wurde die Gemeinde Chatonnay mit Fétigny, Légna und Savigna zur neuen Gemeinde Valzin en Petite Montagne zusammengeschlossen.

### Bevölkerungsentwicklung
| Jahr      | 1962 | 1968 | 1975 | 1982 | 1990 | 1999 | 2008 | 2013 |
| --------- | ---- | ---- | ---- | ---- | ---- | ---- | ---- | ---- |
| Einwohner | 53   | 39   | 43   | 54   | 54   | 47   | 63   | 65   |

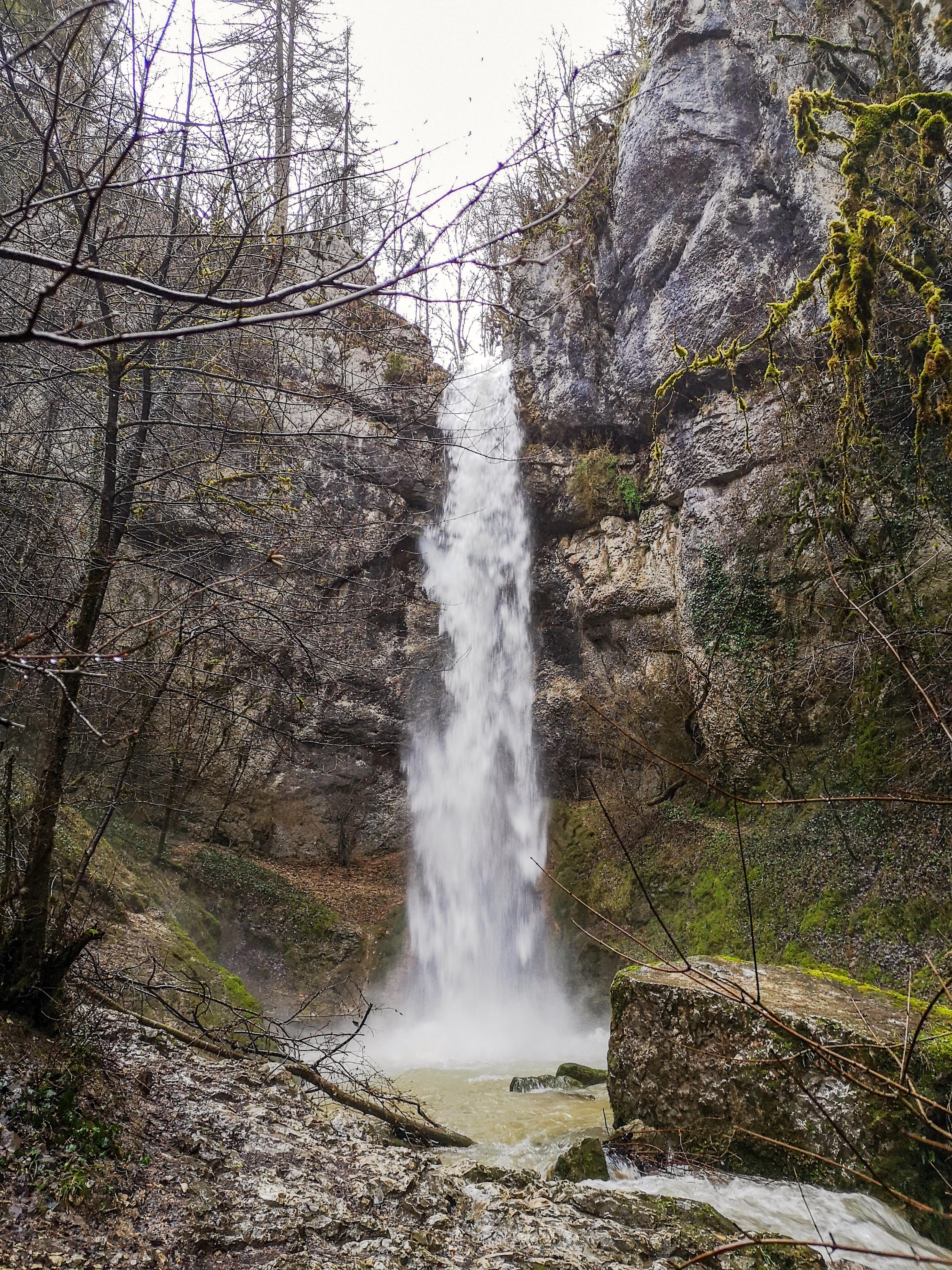
Wasserfall Quinquenouille
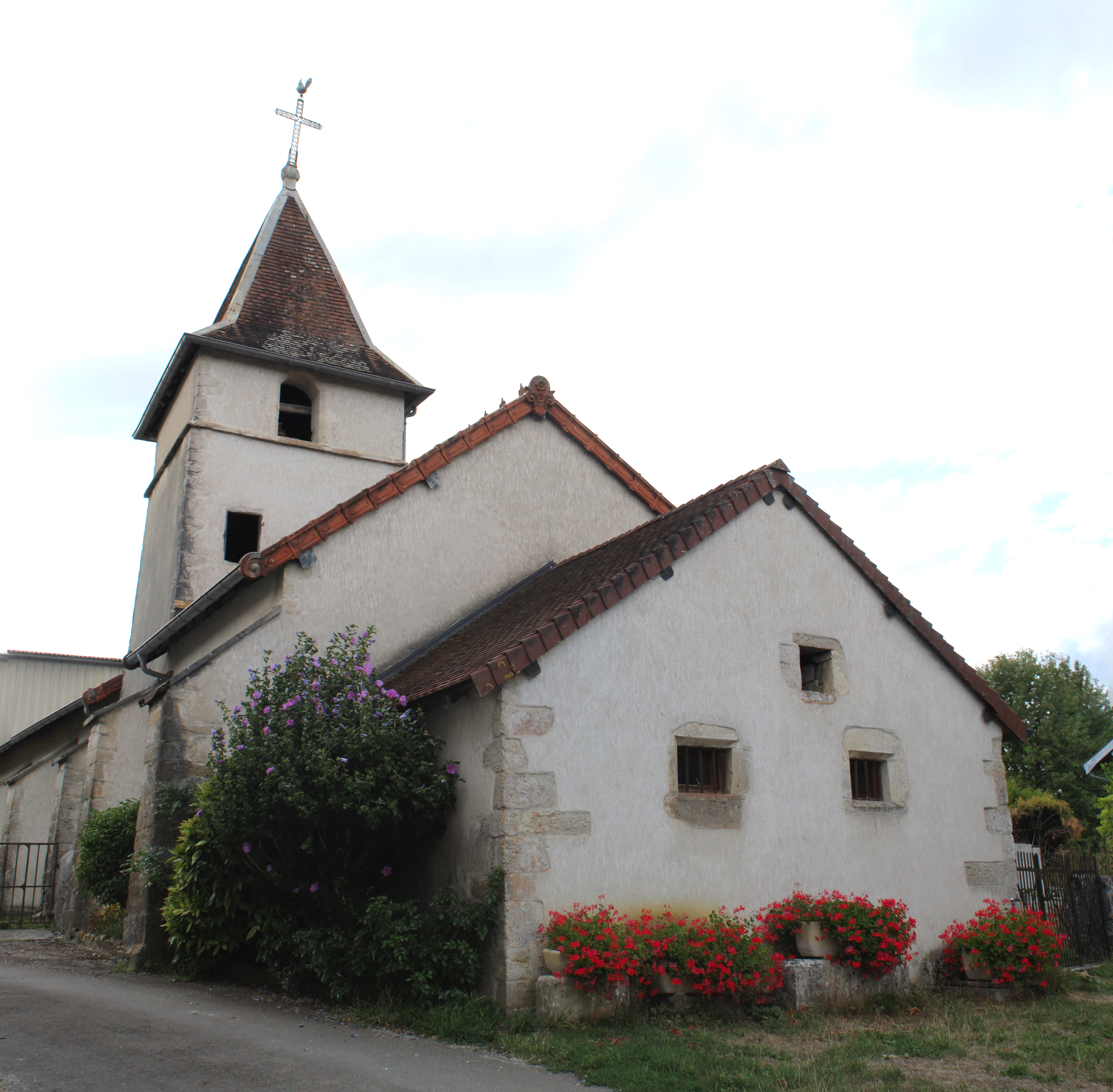
Kirche Saint-Maurice, Monument historique